# 四日市站
四日市站（日语：／ Yokkaichi eki */?）是一個位於日本三重縣四日市市本町，屬於東海旅客鐵道（JR東海）、日本貨物鐵道（JR貨物）關西本線的鐵路車站。車站編號為CJ11。
關西本線的運行形態詳細資料參見「關西線 (名古屋地區)」。
此條目一併記載伊勢電氣鐵道（後來的近鐵名古屋線）曾經設置的四日市站。

## 車站構造
島式月台1面3線的地面車站。2號月台南方約50公尺切欠成為3號月台。3號月台只供伊勢鐵道直通的普通列車（此站始發）使用，沒有架空電纜。月台與站舍以跨線橋聯絡。

### 月台配置
| 月台 | 路線      | 方向 | 目的地       | 備註                                              |
| ---- | --------- | ---- | ------------ | ------------------------------------------------- |
| 1    | 關西本線  | 下行 | 龜山方向     | 伊勢鐵道線為特急、快速 關西本線上行只限一部分列車 |
| 1    | ■伊勢鐵道 | -    | 津、松阪方向 | 伊勢鐵道線為特急、快速 關西本線上行只限一部分列車 |
| 1    | 關西本線  | 上行 | 名古屋方向   | 伊勢鐵道線為特急、快速 關西本線上行只限一部分列車 |
| 2    | 關西本線  | 上行 | 名古屋方向   | 下行只限一部分列車                                |
| 2    | 關西本線  | 下行 | 龜山方向     | 下行只限一部分列車                                |
| 3    | ■伊勢鐵道 | -    | 鈴鹿、津方向 | 普通列車                                          |

## 貨物站
四日市站也是集裝箱貨物與車攜貨物的處理站。

## 使用情況

### JR東海
根據「三重縣統計書」，1日平均上車人次如下表。
| 年度   | 一日平均 上車人次 |
| ------ | ----------------- |
| 1998年 | 2,420             |
| 1999年 | 2,421             |
| 2000年 | 2,407             |
| 2001年 | 2,319             |
| 2002年 | 2,252             |
| 2003年 | 2,247             |
| 2004年 | 2,209             |
| 2005年 | 2,258             |
| 2006年 | 2,197             |
| 2007年 | 2,232             |
| 2008年 | 2,238             |
| 2009年 | 2,210             |
| 2010年 | 2,266             |
| 2011年 | 2,359             |
| 2012年 | 2,387             |
| 2013年 | 2,388             |
| 2014年 | 2,350             |
| 2015年 | 2,336             |
| 2016年 | 2,324             |
| 2017年 | 2,351             |
| 2018年 | 2,334             |

## 相鄰車站
東海旅客鐵道（JR東海）
 關西本線
- 特急「南紀」停靠站

■快速「三重」
桑名（CJ07）－四日市（CJ11）－鈴鹿（伊勢線、4）
■快速（此站起往南四日市方向各站停車）
桑名（CJ07）－四日市（CJ11）－南四日市（CJ12）
■區間快速、■普通
富田濱（CJ10）－四日市（CJ11）－南四日市（CJ12）
■伊勢鐵道伊勢線普通
四日市（CJ11）－南四日市（CJ12）
日本貨物鐵道
關西本線貨物支線
四日市－鹽濱

### 曾經存在的路線
日本國有鐵道
關西本線貨物支線
四日市－四日市港

#### 統計資料
1. 1 2   (PDF). 三重県.   [2020-05-05]. （原始内容存档 (PDF)于2020-10-12）.

## 外部連結
- 四日市 - 東海旅客鐵道